# Swecon (science fiction-kongress)

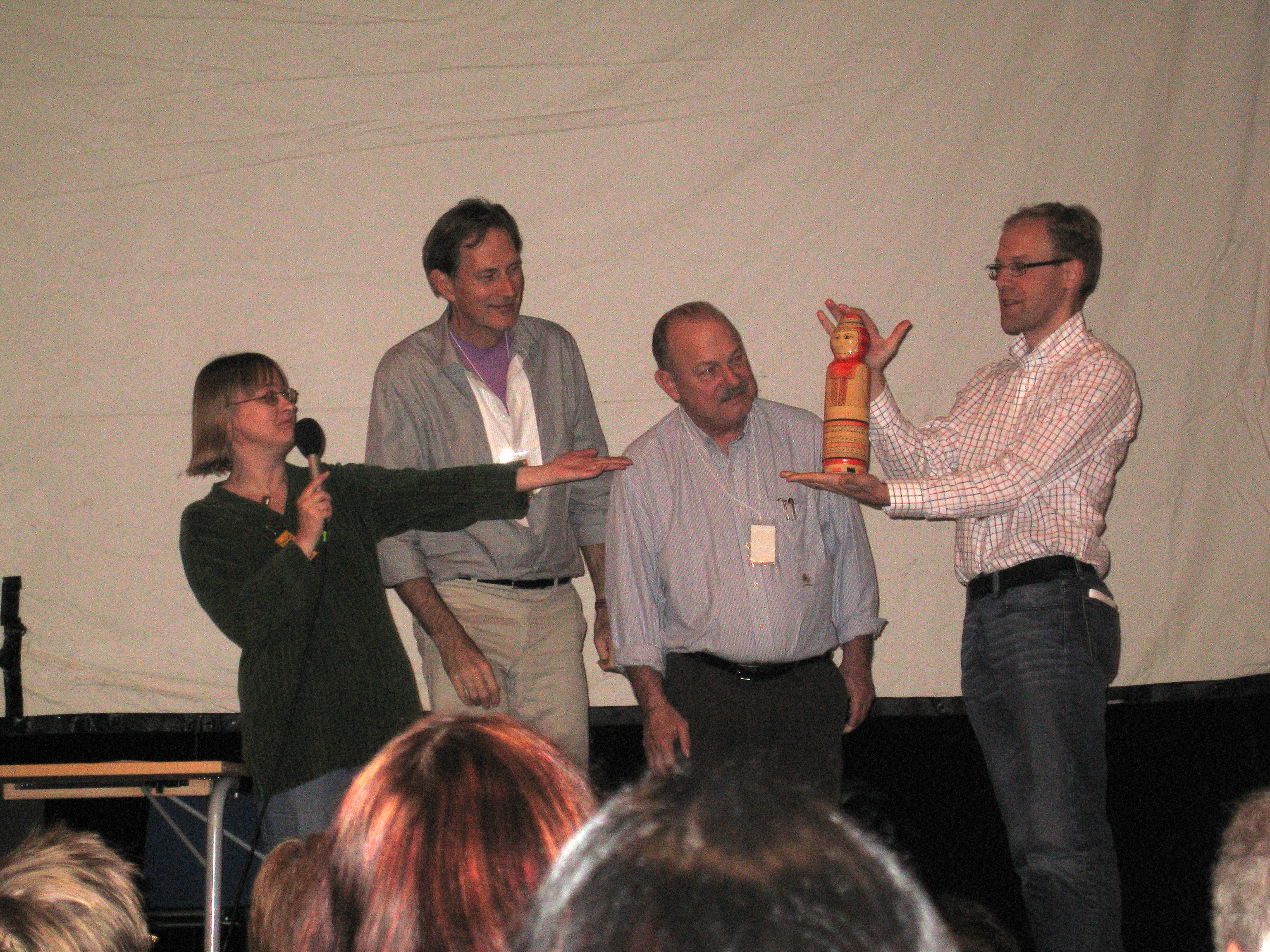
Swecons ande överlämnas 2006. I bild: Ylva Spångberg, Geoff Ryman, Joe Haldeman och Martin Andreasson.

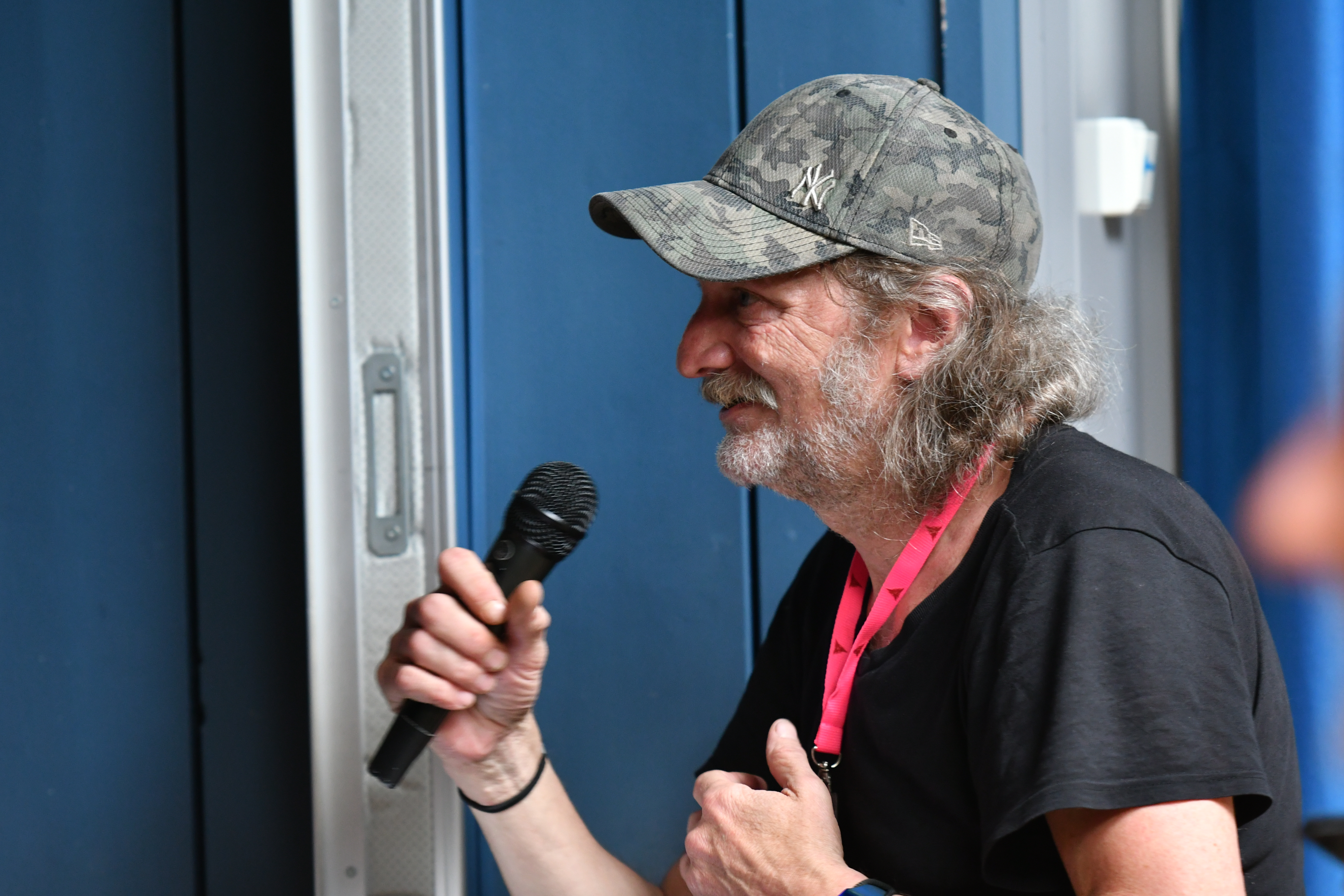
Ahrvid Engholm på Swecon 2018.

Swecon är en årligen arrangerad svensk science fiction-kongress.
År 1998 gick den första Swecon av stapeln i Linköping och kongressen har därefter återkommit varje år. Syftet med Swecon är att vara den nationella svenska science fiction-kongressen, som skall kunna samla svensk science fiction-fandom. Svensk sf-fandoms viktigaste prisutdelningar, som Alvar Appeltoffts Minnespris, äger rum under Swecon, och det är vanligtvis till Swecon som utländska besökare kommer när de åker på svenska sf-kongresser.
Ursprunget till namnet Swecon är från kongresser som arrangerades av SFSF i Stockholm 1982, 1983 och 1985.

## Lista
|    | År   | Stad      | Medlemmar | Namn                | Hedersgäst(er)                                                                                   |
| -- | ---- | --------- | --------- | ------------------- | ------------------------------------------------------------------------------------------------ |
| 1  | 1998 | Linköping | 80        | ConFuse 98          | Paul J. McAuley                                                                                  |
| 2  | 1999 | Uppsala   | ca. 120   | Upsala: 1999        | Michael Swanwick, Lars-Olov Strandberg                                                           |
| 3  | 2000 | Stockholm | ca. 225   | Nasacon 2000        | Brian Stableford, John-Henri Holmberg                                                            |
| 4  | 2001 | Stockholm | ca. 250   | Fantastika 2001     | Robin Hobb, Robert Rankin, Karolina Bjällerstedt Mickos, Pierre Christin, Ben Roimola            |
| 5  | 2002 | Linköping | 75        | ConFuse 2002        | China Miéville, Gwyneth Jones                                                                    |
| 6  | 2003 | Uppsala   |           | Swecon 2003         | Alastair Reynolds, Ken MacLeod                                                                   |
| 7  | 2004 | Stockholm |           | Swecon 2004         | M. John Harrison, Dave Lally, Tim Russ                                                           |
| 8  | 2005 | Göteborg  | 81        | Conceive            | Charles Stross, Erik Granström                                                                   |
| 9  | 2006 | Stockholm |           | Imagicon            | Joe Haldeman, Geoff Ryman, Martin Andreasson                                                     |
| 10 | 2007 | Göteborg  | ca. 70    | Conviction          | Richard Morgan, John Ajvide Lindqvist                                                            |
| 11 | 2008 | Linköping |           | ConFuse 2008        | Cory Doctorow, Adam Roberts                                                                      |
| 12 | 2009 | Stockholm | 180       | Imagicon 2          | Liz Williams, Graham Joyce, Jörgen Forsberg                                                      |
| 13 | 2010 | Göteborg  | 91        | Condense            | Justina Robson, Nene Ormes                                                                       |
| 14 | 2011 | Stockholm | 746       | Eurocon 2011        | Elizabeth Bear, Ian McDonald, John-Henri Holmberg, Jukka Halme                                   |
| 15 | 2012 | Uppsala   | ca. 450   | Kontrast            | Sara Bergmark Elfgren, Mats Strandberg, Joe Abercrombie, Peter Watts, Kelly Link, Niels Dalgaard |
| 16 | 2013 | Stockholm | 413       | Fantastika 2013     | Lavie Tidhar, Jo Walton, Johan Anglemark, Karin Tidbeck                                          |
| 17 | 2014 | Gävle     | ca. 550   | Steampunkfestivalen | Cory Doctorow, Mike Perschon, Miriam Rosenberg Roček, Chris Wooding                              |
| 18 | 2015 | Linköping | 247       | ConFuse 2015        | Madeline Ashby, Kristina Hård, Ben Aaronovitch                                                   |
| 19 | 2016 | Stockholm | 345       | Fantastika 2016     | Maria Turtschaninoff, Jerry Määttä, Carolyn Ives Gilman, Caroline Mullan                         |
| 20 | 2017 | Uppsala   | 325       | Kontur              | Kameron Hurley, Ann Leckie, Siri Pettersen                                                       |
| 21 | 2018 | Stockholm | 320       | Fantastika 2018     | Ian Watson, Mike Carey, Kij Johnson                                                              |
| 22 | 2019 | Västerås  | 184       | Replicon 2019       | Charlie Jane Anders, Annalee Newitz, Gunilla Jonsson, Michael Petersén                           |
| 23 | 2021 | Stockholm |           | Fantastika 2021     | Adrian Tchaikovsky, Eva Holmquist, Peadar Ó Guilín, Maria Nilsson                                |
| 24 | 2022 | Stockholm |           | Ö-kon 2022          | Torill Kornfeldt, Boel Bermann                                                                   |
| 25 | 2023 | Uppsala   | 810       | Konflikt            | Johan Egerkrans, Merja Polvinen, Francesco Verso, Martha Wells                                   |
| 26 | 2024 | Stockholm |           | Fantastika 2024     | Juliet E. McKenna, Tendai Huchu, Åsa Schwarz, Lena Karlin                                        |
| 27 | 2025 | Lund      |           | Luncon 2025         | Charles Stross, Hildur Knútsdóttir, Jesper Stage, Jessica Schiefauer                             |